# Henri Vink
Johannes Hendricus Franciscus (Henri) Vink (Haarlem, 13 mei 1849 – Dordrecht, 7 maart 1925) was een Nederlands muziekpedagoog en componist.
Hij was zoon van Jacobus Vink (ingenieur/directeur bij de gasfabriek) en Johanna Wilhelmina Scheffer. Hijzelf bleef ongehuwd.
Zijn eerste muzikale opleiding verkreeg hij van Bernhardus Mattheus van der Eijken en Johannes Peter Schumann (1777-1865), die laatste was organist te Haarlem. Er volgde daarna lessen in Leipzig bij Theodor Coccius, Carl Reinecke en Friedrich Richter; hij legde examen in piano af in het jaar dat Willem Kes dat daar ook deed. Bij terugkomst in Nederland werd hij docent aan de Muziekschool van Christiaan Lodewijk Mattern aan de Gelderskade in Amsterdam en de muziekschool van de Maatschappij tot Bevordering der Toonkunst te Haarlem van Leander Schlegel. Op verzoek van de MtBdT vestigde hij zich in oktober 1875 in Dordrecht om daar hetzelfde te doen, alsmede koordirigent van het Toonkunstkoor, dat laatste hield hij tot 1878 aan. Hij gaf er voorts les in piano en muziektheorie. 
Hij schreef dan ook vooral liederen (voor koor onder andere: Der Zigeunerbube), maar bijvoorbeeld ook de cantate Der Triumph der Liebe voor solisten, koor en orkest (1887) en een pianokwintet. Een Kerstliedje behaalde in de 19e eeuw al een tweede druk. Ook Overtuiging voor zangstem en piano was enige tijd populair; het was geschreven voor de strijdende boeren in Zuid-Afrika. Geen van zijn werken zijn nog bekend in de 21e eeuw.
Vink was ook bekend kamermusicus; hij had zitting in een pianotrio met G. Henri Haagmans en Eduard Erdelman.
In 1903 werd hij getroffen door een ziekte die uitmondde in een verlamming, waardoor er na die tijd weinig meer in zijn leven gebeurde. In 1911 woonde hij nog steeds in Dordrecht, alwaar hij overleed.